# Vidar Aronsson
Vidar Aronsson, född 1988, var ordförande för Ungdomens Nykterhetsförbund (UNF) från 2009 till 2013. Han blev först invald i förbundsstyrelsen som sekreterare 2007 i Uppsala för att sedan väljas till ordförande på nästkommande kongressen i Göteborg 2009, då han efterträdde Robert Damberg. 

## Biografi
Aronsson är född 1988 och kommer från Gemla, strax utanför Växjö och är son till Peter Aronsson.  Bor för närvarande i Stockholm och arbetar åt Socialdemokraterna. Har tidigare studerat ekonomi vid Handelshögskolan i Stockholm.
2006 var han även med och vann SM i Ung Företagsamhet med företaget Aero Plast UF.
Sedan 2017 är Vidar Aronsson ordförande för Nykterhetsrörelsens bildningsverksamhet (NBV).